# Cannabis cup
La High Times Cannabis Cup est un festival organisé par le magazine américain High Times qui se déroulait annuellement à Amsterdam et où sont récompensés, entre autres, les meilleures variétés de cannabis. Les juges sont choisis parmi le public venu tester les productions. Pour l'édition 2018, le festival a eu lieu à Barcelone. C'est la première fois que cet événement est célébré en Espagne. 

## Historique
C'est en 1988 que Steven Hager (alors rédacteur en chef du magazine) organise le premier voyage aux Pays-Bas pour y juger la qualité de différentes variétés.
En 1993, la manifestation est ouverte au public et de vraies coupes sont offertes aux gagnants.
En 2001 et 2002, l'association CIRC Nord-Est (aujourd'hui NORML France) organise dans les Vosges française une cannabis cup, appelée Coupe du chanvre fleuri, qui ne sera pas reconduite par la suite.
En 2016, une Secret Cup est organisée en France pour célébrer les 100 ans de la prohibition française. Cette coupe des haschischins a décerné plusieurs prix pour des hashs et des extractions.
La High Times Cannabis Cup est aujourd'hui un des rassemblements cannabiques les plus connus au monde. Des artistes comme Patti Smith ou Ky-Mani Marley ont d'ailleurs prêté leur nom à la manifestation.
Le public y est invité à juger les meilleurs cannabis sativa, cannabis indica, haschichs néerlandais, haschichs d'importation, produits dérivés (vaporisateurs, chillums, etc.) ou encore le plus joli stand d'exposition.
Les résultats de cette compétition sont suivis par une partie des cultivateurs de cannabis dans le monde, notamment en France, où il y a une progression du nombre de cultivateurs dans des espaces intérieurs (indoor) et extérieurs (outdoor), dans un but d'autoproduction et d'indépendance. Les herbes récompensées ou simplement en compétition sont même achetées par des internautes du monde entier souhaitant expérimenter leur culture, leurs goûts et leurs effets. La diversité des variétés augmente actuellement dans le monde, même si quelques variétés et zones de production (Maroc, Amérique du Sud, Afrique noire, Inde, Pakistan...) continuent à dominer la production globale. Une minorité de trafiquants de drogues se sert de ces nouvelles variétés pour produire en grande quantité et dans un but lucratif de nouvelles sortes d'herbes aux effets variés pour satisfaire le goût de la nouveauté. Les variétés présentées sont souvent accusées de contenir de plus fortes quantités de THC que dans les variétés en provenance de zones de production anciennes (Inde, Afrique noire, Maroc, Jamaïque, Mexique, Colombie, Brésil...) ou de productions artisanales dans un cadre individuel, privé et secret sans usage de lampes électriques puissantes (cannabiculture, autoproduction d'usagers). L'autoproduction d'herbes issues de ce type de manifestations présentes aussi en Amérique du Nord et en Suisse devrait continuer à progresser, notamment si l'approvisionnement sur les circuits classiques est rendu plus difficile, coûteux et dangereux pour les usagers.

## Lauréats
- 1988 : Skunk #1 (Cultivator's Choice)
- 1989 : Early Pear #1 x Northern Lights #5/Haze (the Seed Bank)
- 1990 : Northern Lights #5 (the Seed Bank)
- 1991 : Skunk (Free City)
- 1992 : Haze x Skunk #1 (Homegrown Fantasy)
- 1993 : Haze x Northern Lights #5 (Sensi Seed Bank)
- 1994 : Jack Herer (Sensi Seed Bank)
- 1995 : White Widow "Black Widow" (Mister Nice)
- 1996 : White Russian (De Dampkring)
- 1997 : Peace Maker (De Dampkring)
- 1998 : Super Silver Haze (Mister Nice)
- 1999 : Super Silver Haze (Mister Nice)
- 2000 : Blueberry haze (the Noon)
- 2001 : Sweet Tooth (Barney's)
- 2002 : Morning Glory (Barney's)
- 2003 : Hawaiian Snow (Green House)
- 2004 : Amnesia Haze (Soma)
- 2005 : Willie Nelson (Barney's)
- 2006 : Arjan's Ultra Haze #1 (Green House)
- 2007 : G13 Haze ( Barney's)
- 2008 : Super Lemon Haze (Green House)
- 2009 : Super Lemon Haze ( Green House)
- 2010 : Tangerine Dream (Barney's)
- 2011 : Liberty Haze (Barney's)
- 2012 : Flowerbomb Kush (Green House)
- 2013 : Rollex OG Kush (Green Place)
- 2014 : Cookies Kush (Barney's)
- 2019 : Silver Haze (Coffee shop Zero Zero)[5]